# Andrea Santarelli
Andrea Santarelli (* 3. Juni 1993 in Foligno) ist ein italienischer Degenfechter.

## Erfolge
Andrea Santarelli erzielte seinen ersten internationalen Erfolg mit dem Gewinn der Bronzemedaille im Mannschaftswettbewerb der Europaspiele 2015 in Baku. Im Jahr darauf war er bei den Olympischen Spielen in Rio de Janeiro Ersatzmann im Mannschaftswettbewerb. Mit der italienischen Equipe zog er ins Finale gegen Frankreich ein, das die Franzosen mit 45:31 gewannen. Gemeinsam mit Marco Fichera, Paolo Pizzo und Enrico Garozzo erhielt Santarelli, dessen einziger Einsatz im Finale stattfand, die Silbermedaille. Bei Europameisterschaften gewann er mit der Mannschaft 2016 in Toruń Silber sowie 2018 in Novi Sad Bronze. 2019 wurde er in Düsseldorf Vizeeuropameister im Einzel und gewann in Budapest Bronze im Einzel der Weltmeisterschaften. 2022 gelang ihm in Antalya mit der Mannschaft bei den Europameisterschaften schließlich der Titelgewinn, bei den Weltmeisterschaften in Kairo im selben Jahr belegte er mit ihr Rang zwei.